# 데브레첸구

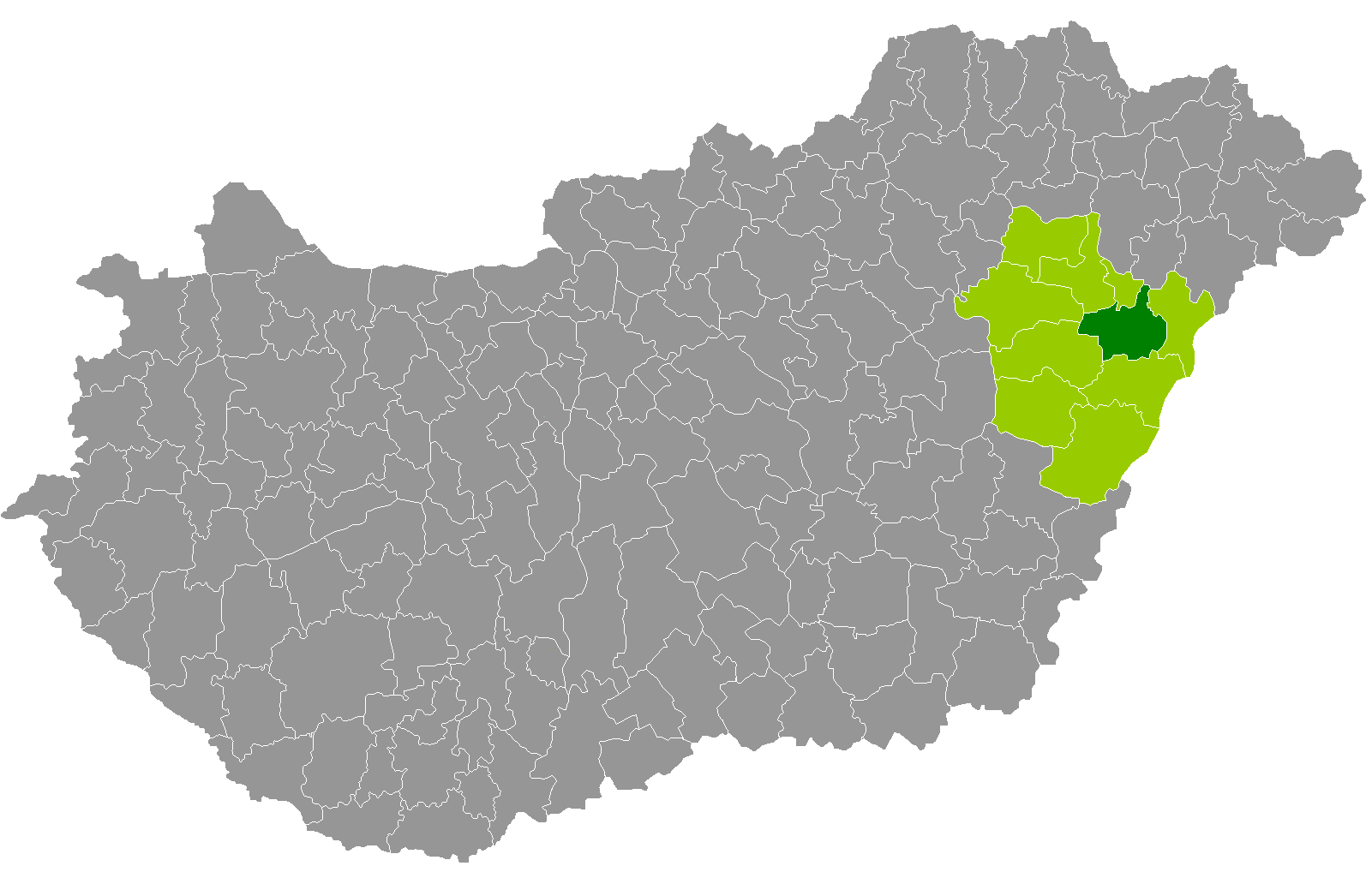
허이두비허르주 지도에 표시된 데브레첸구의 위치

데브레첸구(헝가리어: Debreceni járás)는 헝가리 허이두비허르주에 위치한 구로 구청 소재지는 데브레첸이며 면적은 531.12km2, 인구는 224,228명(2011년 기준), 인구 밀도는 423명/km2이다.
북쪽으로는 허이두뵈쇠르메니구, 북쪽으로는 허이두허드하즈구, 서볼치서트마르베레그주 너지칼로구, 동쪽으로는 니러도니구, 남쪽으로는 데레치케구, 서쪽으로는 허이두소보슬로구, 벌머주이바로시구와 접한다. 2개 지방 자치체(1개 도시주, 1개 시)를 관할한다.

구기
구 문장